# Château Chambert-Marbuzet
Le Château Chambert-Marbuzet est un domaine viticole de 5 hectares,, situé à Saint-Estèphe en Gironde, appartenant à la famille Duboscq (également propriétaire dans la même commune du château Haut-Marbuzet). En raison de sa petite superficie, le château Chambert-Marbuzet produit seulement environ 30 000 bouteilles par an.
Cru bourgeois en 1932,, Chambert-Marbuzet fut élevé en 2003 au rang de Cru bourgeois supérieur,.

## Histoire du domaine
Il est possible que le nom du domaine provienne de l'ancien Chambèrt, terme local qui désignait à la fois un terrain préparé pour une plantation viticole et la technique de labour elle-même, utilisée pour creuser des sillons entre les rangs de vignes.

Il faut noter également qu'on trouve trace d'une famille Chambert, vignerons et pépiniéristes établis au village de Marbuzet au milieu du XIXe siècle. Cent ans plus tard, et identique à lui-même quant à sa production déclarée de 30 tonneaux, le Cru Chambert-Marbuzet — devenu Château — se retrouve dans la famille Naugé qui jouissait alors d'une excellente réputation de vinificateurs. En 1962, Hervé Duboscq, dix ans après son acquisition du château Haut-Marbuzet, ajoute ce cru à son patrimoine viticole.

## Le terroir
Localisé aux lieux-dits du Bouscat et des Camots, au centre-sud de la zone d'appellation saint-estèphe, sur un plateau incliné en direction du Sud entre 20 et 14 mètres d'altitude, Chambert-Marbuzet repose sur un terroir de graves alluvionnaires au socle argilo-calcaire. Situé entre Phélan Ségur et Le Crock, ce petit vignoble bénéficie d'un micro-climat très doux grâce à l'influence de l'estuaire de la Gironde tout proche.

## Le vin
Son assemblage de 70 % de cabernet sauvignon et de 30 % de merlot en fait l'archétype du saint-estèphe robuste et corsé, parfois un peu austère dans sa jeunesse, et au nez marqué par des notes d'épices, de poivre et de menthol. D'après le Guide Hachette, les millésimes de référence du domaine sont 1966, 1976, 1979, 1981, 1982, 1983, 1985, 1988, 1993, 1994 et 1995.

Habituellement, le vin du Château Chambert-Marbuzet ne demande pas de longues années avant d'être consommable et atteint son apogée vers six ou sept ans d'âge. Jeune, il accompagne harmonieusement les plats en sauce, tels que civets, salmis, coq au vin, ris de veau ou les tournedos Rossini.